# 盛保
盛保，镶蓝旗人，是一名清朝政治人物。
盛保曾于1776年接替张廷炳任苏松道道员一职，1782年由元克中接任。